# سد ال کویمبو
سد ال کویمبو (به اسپانیایی: Represa del Quimbo) یک سد خاکی و نیروگاه برقابی در کلمبیا است.